# Flower (videojuego)
Flower es un videojuego disponible en PlayStation 3, PlayStation 4, PlayStation Vita, Windows e iOS. Fue desarrollado por ThatGameCompany, diseñado por Jenova Chen y Nicholas Clerk, y anunciado en 2007 en el Tokyo Game Show. Salió al mercado el 12 de febrero de 2009, y posteriormente, se portó al sistema PlayStation 4, PlayStation Vita, Windows e iOS. Se considera como el sucesor espiritual de Flow, un juego previo de la misma compañía. En el juego, el jugador debe controlar el viento, impulsando a un pétalo de flor en el aire usando los movimientos del control. Al volar cerca de otras flores, estas se abren, haciendo que más pétalos sigan al inicial. Activar flores también puede tener otros efectos en el juego, tales como colorear áreas muertas del escenario o activar molinos de viento.
El juego fue pensado de forma que despertara emociones positivas en los jugadores, más que para que fuera un juego «desafiante y emocionante». Este enfoque fue ideado por Chen, quien consideraba que el objetivo de productos de entretenimiento como los videojuegos es evocar sentimientos en el público, y que el nivel emocional de muchos juegos es muy escaso. El equipo de desarrollo se enfocó en crear una obra de arte, eliminando elementos y mecánicas de juego innecesarias para la visión del juego que deseaban. La banda sonora, compuesta por Vincent Diamante, responde dinámicamente a las acciones del jugador. Flowers fue alabado por las críticas, para sorpresa de sus desarrolladores. Fue elogiado por su banda sonora, efectos visuales y mecánica de juego, siendo considerendo como una única y completa experiencia emotiva. Fue nombrado «Mejor Videojuego Independiente del 2009» en el Spike Video Game Awards y «Videojuego Casual del Año» por la Academy of Interactive Arts & Sciences.

## Sistema de juego
Flower está dividido en seis niveles, además de un nivel durante los créditos. El menú de inicio consiste en un alféizar de una ventana en un apartamento de una ciudad, sobre el cual hay seis flores en maceteros representado los niveles del juego. Cuando el jugador selecciona una, este es transportado hacia el nivel que representa. Una vez dentro de un nivel el jugador controlará el viento, llevando consigo un pétalo de flor por el aire. Los movimientos del pétalo son efectuados mediante el balanceo del mando inalámbrico. Presionando cualquier botón el viento se hará más intenso, aumentando la velocidad a la que viaja el pétalo. La cámara sigue de cerca al pétalo, aunque enfocándose a veces en los nuevos objetivos y cambios en el escenario.
En cada nivel hay un número determinado de flores en grupos o en línea. Acerandose a ellas florecerán, haciendo que un nuevo pétalo siga al inicial. Al hacer florecer ciertos grupos de flores, el escenario del juego cambia, ya sea transformando pastizales amarillos en áreas de hierba verde o activando aerogeneradores. Estos cambios a veces provocan el brote de nuevas flores no florecidas. Al hacer florecer cada flor se produce una nota musical, que complementa a la música de fondo. A medida que más pétalos se unan al pétalo inicial, más rápido se desplazará el mismo. Durante el transcurso del juego, no es posible perder de ninguna forma, además durante el viaje, no hay ningún enemigo o indicador en la pantalla. Terminar los seis niveles del juego dura aproximadamente una hora.
A pesar de que en el juego no se incluya ningún texto hasta los créditos, cada nivel cuenta de alguna forma una historia, de hecho, el lugar donde comienza un nivel parece estar cerca del lugar donde termina el anterior. En los primeros niveles, el objetivo será recobrar la belleza de los paisajes, y después activar unos aerogeneradores. El juego continua por un ambiente un poco más siniestro, en el cual el jugador deberá avanzar por un ambiente nocturno y finalmente llegar hasta la ciudad. Esta se encuentra llena de estructuras metálicas amenazantes, peligrosas fuentes de electricidad y edificios derruidos, y el jugador deberá transformarlo en un lugar alegre e iluminado.
A medida que el jugador termine los niveles del juego, la habitación del apartamento donde se elige un nivel se volverá más alegre y colorida. Si el jugador consigue encontrar tres flores secretas en cada nivel, la vista en la ventana del apartamento cambiará de una calle en la ciudad a un relajante campo con montañas en el fondo. La música cambia a medida que el juego avanza adaptándose a las diferentes situaciones y a las emociones que los desarrolladores deseaban evocar. El nivel durante los créditos es bastante similar al resto de los niveles, solo que cuando se hace florecer alguna flor aparece el nombre de alguna de las personas involucradas en la creación del juego. Flower incluye trofeos. Estos están principalmente centrados en disfrutar de la experiencia del juego y relajarse, aunque algunos pocos se obtienen consiguiendo objetivos.